# Otilino Tenorio
Otilino Tenorio (Guayaquil, 1º febbraio 1980 – Patricia Pilar, 7 maggio 2005) è stato un calciatore ecuadoriano, di ruolo attaccante.

## Biografia
Morì in un incidente stradale.

## Palmarès

### Club

#### Competizioni nazionali
- Campionato ecuadoriano: 3

Emelec: 2001, 2002
El Nacional: Clausura 2005

### Individuale
- Capocannoniere della Coppa Merconorte: 1

2001 (7 reti)